# Rancourt (Vosges)
Rancourt település Franciaországban, Vosges megyében. Lakosainak száma 76 fő (2022. január 1.). Rancourt Bainville-aux-Saules, Hagécourt, Madecourt, Rozerotte, Valfroicourt és Valleroy-aux-Saules községekkel határos.

## Népesség
A település népessége az elmúlt években az alábbi módon változott:
| Lakosok száma | 58   | 59   | 61   | 60   | 60   | 61   | 66   | 71   | 76   |
|               | 2013 | 2015 | 2016 | 2017 | 2018 | 2019 | 2020 | 2021 | 2022 |